# Eliseo Moreno
Eliseo Hernandez Moreno (* 27. September 1959 in Hidalgo County, Texas; † 4. März 1987 in Huntsville, Walker County, Texas) war ein US-amerikanischer Amokläufer, der sechs Menschen erschoss. Er wurde 1987 wegen Mordes an einem Polizisten hingerichtet.

## Ereignisse
Moreno hatte am 11. Oktober 1983 nach Eheproblemen und auf der Suche nach seiner Ehefrau sechs Menschen erschossen. Zuerst tötete er seinen Schwager und dessen Ehefrau in College Station, ehe er nördlich von Hempstead einen Polizisten tötete. In Hempstead selbst erschoss er drei ältere Menschen und nahm eine Familie als Geisel, von der er sich nach Pasadena bringen ließ. Mit einer weiteren Geisel fuhr er in Richtung Rio Grande Valley, als er an einer Straßensperre in Wharton County verhaftet wurde.
Für den Mord an Texas Highway Patrol Trooper Russell Boyd wurde Moreno 1984 zum Tode verurteilt. Im Oktober 1985 wurde er wegen Mordes an Juan Garza und Esther Garza zu einer Freiheitsstrafe von 45 Jahren verurteilt, für die Morde an James Bennatte, Allie Wilkins und Ann Benatt erfolgte eine weitere Verurteilung zu 35 Jahren Haft. Er bekannte sich aller Verbrechen für schuldig und weigerte sich, ein Gnadengesuch einzureichen. Nach nur drei Jahren im Todestrakt wurde Moreno 1987 in der Huntsville Unit mit der Giftspritze hingerichtet.
Zeuge der Hinrichtung war unter anderem Generalstaatsanwalt Jim Mattox.